# アスタータタリクス
『アスタータタリクス』（ASTER TATARIQUS）は、FgG開発・運営によるスマートフォン向けゲームアプリ。2023年8月28日サービス開始。同年12月11日よりDMM GAMES版のサービスを開始。基本プレイ無料（アイテム課金制）。公式略称は『アスタタ』。
2024年9月30日をもってサービスを終了した。

## 概要
gumiの子会社であるFgGとアニプレックスの協業による新規IPのスマートフォン向けRPG。『ファントム オブ キル』『誰ガ為のアルケミスト』を手掛けた今泉潤がプロデュースを務める。
内容は『アーサー王物語』をモチーフとしたファンタジーSRPG。本作の特徴的な要素としてオンラインゲームとしては異例の、サービス開始時点でエンディングまでのストーリーが実装済みという点がある。

## ゲームシステム
『ファントム オブ キル』『誰ガ為のアルケミスト』よりそれぞれSRPGとしてのシステム面を継承した本作は、フィールド上ではドットキャラを操作し、戦闘に突入すると3Dキャラで戦闘を行う構造となっている。
また2人のユニットが連携し、1組として行動する『デュアル』システムが存在し、活用することで様々な戦局に対応できる他、特定の組み合わせでのデュアルには専用のボイスも存在している。
一部の設定用語やキャラクターデザインは『ファントム オブ キル』のものを継承しており、スター・システムを採用している。所謂『同じ顔をした別人』であり、CVも変更することで一部設定を継承した別人であることを強調している。

## あらすじ
物語は2600年より始まる。記憶を喰らう怪物『バルバロイ』の攻撃により滅亡の危機にある世界において、『六千年学園』に所属する主人公は、数多の歴史を束ね力とする『最後の継承者』として、バルバロイと戦うことを宿命付けられる。
バルバロイと戦うことができるのは過去の伝承に刻まれし伝説の武器の力のみ。歴史の流れによって風化した武器の歴史に潜り、その時代における『歴代の継承者』の視点に憑依することによって、主人公は武器の力を現代に持ち帰ることとなる。
主人公が潜航する最初の時代、それこそが6世紀のブリテン島、アーサー王物語の時代であり、騎士の時代の継承者であるノワールに主人公は憑依し、彼の視点で円卓の騎士たちの歴史を追っていくことになる。

## 登場人物

### 円卓の騎士編
ノワール
声 - 下田健太郎
円卓の騎士編における主人公。  モデルはアーサー王伝説における少年騎士ブルーノ・ル・ノワール卿。

ギネヴィア
声 - 小宮佐智

ディナタン
声 - 山田美鈴
ノワールの妹。
モデルはアーサー王伝説におけるノワール卿の兄、ディナダン卿。

ティルフィング
声 - 久住琳

アーサー
声 - 篠原孝太朗

ギネマウア
声 - 大森日雅

ランスロット
声 - 堂島颯人

トリスタン
声 - 三上大輝

イゾルデ
声 - 橋本芽依

モルドレッド
声 - 豊島修平

クラリス
声 - 月城日花

ガラハッド
声 - 水篠みう

フィエナ
声 - 田嶌紗蘭

エクセリア
声 - 佐々木智代

### 現代編
最後の継承者
声 - 浪川大輔/ゆかな
ゲーム開始時に登場する真の主人公。円卓の騎士編をクリア後に開放される現代編で動かすことになる。
男女3組、合計6種類のビジュアルから自由に外見を変更できる。

アルハン
声 - 堀江由衣
『六千年の武器庫(アカシック・ノア)』の管理人らしき謎の存在。最後の継承者をサポートする。

レーヴァテイン
声 - 森永千才
六千年学園に所属する生徒であり、『継承者守護生徒会』、略称継守会の一員。
歴代のファーストキラーズのひとりでもあり、その身の上にはまだ謎が多いが、現代においては一生徒として生活を送っている。

## 作中設定・用語
バルバロイ
世界を脅かす、記憶を喰らう怪物。バルバロイに食われてしまった人は歴史から消失し、人々の記憶から消え去ってしまう。歴史の穢れから無尽蔵に生み出される、避けようのない存在であるらしいが、真相は謎に包まれている。

ゲシュタルト・シフト
『バルバロイ因子』に対抗する『キラーズ因子』を覚醒させる儀式。キラーズ因子を覚醒させたものはバルバロイに対抗する力を得る。キラーズ因子はすべての人が少なからず保有しているが、覚醒に到れるのは多くのキラーズ因子を持つ一部の人のみらしい。

キラーズとバイブス
ゲシュタルト・シフトは運命に選ばれし番いである二人一組で行うものであり、一方がキラーズ(武器)に、もう一方がバイブス(鞘)に覚醒する。キラーズはバルバロイ因子に対し強力な対抗力を発揮し、バイブスはキラーズの力を制御し留め置く役目を持つ。

## 主題歌
冒険録
Eveによるオープニングテーマ。

運命とStruggle
Ryoによる挿入歌。

我が魂の羅針
稲葉浩志によるエンディングテーマ。

## 評価
gumiは本作のセールスを「想定を大きく下回る」と評価し、2024年4月期決算における59億34万円の最終損失の要因のひとつとして本作の不振を挙げている。
また本作の不振を受けてgumiは開発元であるスタジオFgGの解体と事業部制への移行を発表した。